# Gadžin Han
Gadžin Han (serbocroata cirílico: Гаџин Хан) es un municipio y pueblo de Serbia perteneciente al distrito de Nišava del sureste del país.
En 2011 tiene 8389 habitantes, de los cuales 1209 viven en el pueblo y el resto en las 33 pedanías del municipio. La mayoría de la población se compone étnicamente de serbios (7972 habitantes), existiendo una minoría de gitanos (260 habitantes).
Se ubica unos 10 km al sureste de Niš.

## Pedanías
Junto con Gadžin Han, pertenecen al municipio las siguientes pedanías:
- Čagrovac
- Ćelije
- Donje Dragovlje
- Donji Barbeš
- Donji Dušnik
- Duga Poljana
- Dukat
- Gare
- Gornje Dragovlje
- Gornje Vlase
- Gornji Barbeš
- Gornji Dušnik
- Grkinja
- Jagličje
- Kaletinac
- Koprivnica
- Krastavče
- Ličje
- Mali Krčimir
- Mali Vrtop
- Marina Kutina
- Miljkovac
- Novo Selo
- Ovsinjinac
- Ravna Dubrava
- Semče
- Sopotnica
- Šebet
- Taskovići
- Toponica
- Veliki Krčimir
- Veliki Vrtop
- Vilandrica